# Kenneth Carlsen

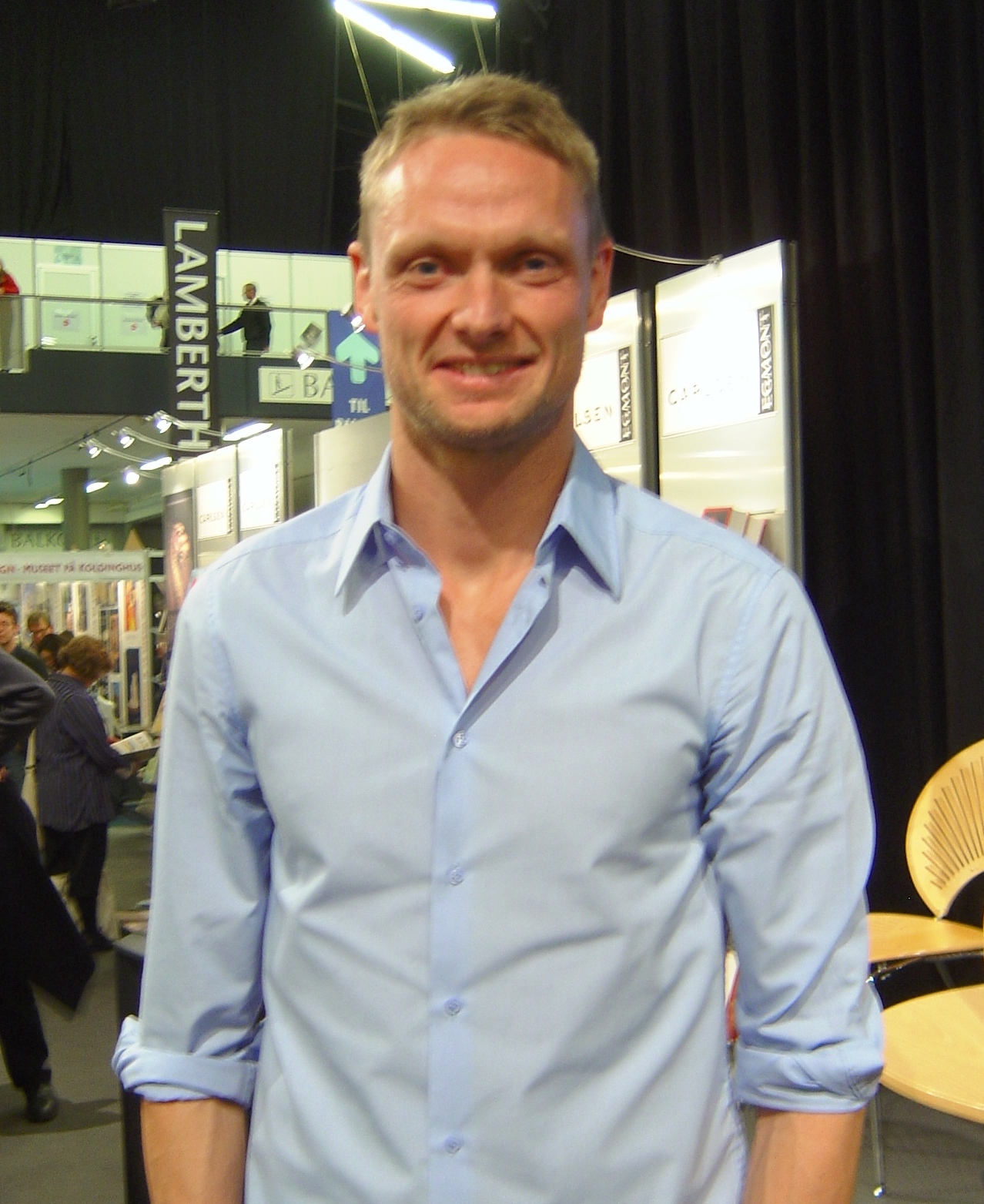
Kenneth Carlsen en noviembre de 2008.

Kenneth Carlsen (Copenhague, 17 de abril de 1973) es un exjugador profesional de tenis danés que estuvo activo entre 1992 y 2007. Jugador zurdo, golpeaba el revés con una mano y su mejor golpe era su servicio, adaptándose mejor a las canchas rápidas. Durante gran parte de su carrera fue el mejor jugador danés e incluso el único que se desempeñó en el más alto nivel del tenis mundial y también la figura central del equipo de Copa Davis de su país. En su carrera conquistó 3 títulos individuales en 7 finales.

## Títulos (3; 3+0)

### Individuales (3)
| Leyenda                |
| Grand Slam (0)         |
| Tennis Masters Cup (0) |
| ATP Masters Series (0) |
| ATP Tour (3)           |

| N.º | Fecha                    | Torneo    | Superficie | Oponente en la final | Resultado  |
| --- | ------------------------ | --------- | ---------- | -------------------- | ---------- |
| 1.  | 6 de abril de 1998       | Hong Kong | Dura       | Byron Black          | 6-2 6-0    |
| 2.  | 30 de septiembre de 2002 | Tokio     | Dura       | Magnus Norman        | 7-6(6) 6-3 |
| 3.  | 14 de febrero de 2005    | Memphis   | Dura       | Max Mirnyi           | 7-5 7-5    |

### Finalista en individuales (4)
- 1992: Brisbane (pierde ante Guillaume Raoux)
- 1996: Copenhague (pierde ante Cédric Pioline)
- 1997: Auckland (pierde ante Jonas Björkman)
- 1999: Newport (pierde ante Chris Woodruff)

## Rendimiento en torneos del Grand Slam (individuales)
| Torneo               | 1993 | 1994 | 1995 | 1996 | 1997 | 1998 | 1999 | 2000 | 2001 | 2002 | 2003 | 2004 | 2005 | 2006 | 2007 | Carrera |
| -------------------- | ---- | ---- | ---- | ---- | ---- | ---- | ---- | ---- | ---- | ---- | ---- | ---- | ---- | ---- | ---- | ------- |
| Abierto de Australia | 4r   | 2r   | 2r   | 1r   | 1r   | 1r   | 1r   | -    | -    | 1r   | 1r   | 1r   | 1r   | 1r   | -    | 5-12    |
| Roland Garros        | 2r   | 1r   | 2r   | 1r   | 1r   | 1r   | 1r   | -    | -    | -    | 1r   | 1r   | 1r   | 1r   | -    | 2-11    |
| Wimbledon            | 3r   | 3r   | 2r   | 1r   | 1r   | 1r   | -    | -    | 2r   | 1r   | 1r   | 3r   | 1r   | -    | -    | 8-11    |
| US Open              | 1r   | 1r   | 3r   | 2r   | 2r   | 1r   | 2r   | -    | 1r   | 2r   | 2r   | 1r   | 1r   | -    |      | 7-12    |
| Grand Slam V-D       | 6-4  | 3-4  | 5-4  | 1-4  | 1-4  | 0-4  | 1-3  | 0-0  | 1-2  | 1-3  | 1-4  | 2-4  | 0-4  | 0-2  | 0-0  | 22-46   |